# Ugadeng
Ugadeng is een bestuurslaag in het regentschap Pidie van de provincie Atjeh, Indonesië. Ugadeng telt 648 inwoners (volkstelling 2010).